# Escuela Harmony, Distrito Escolar No. 53
La Escuela Harmony, Distrito Escolar n.° 53, construida en 1879, es una histórica escuela rural de una sola aula de estilo gótico carpintero ubicada en el condado rural de Otoe, Nebraska, Estados Unidos, cerca de Nebraska City. El edificio se utilizó para su propósito original hasta 1997, cuando cerró. Actualmente es de propiedad privada.   El 22 de julio de 2005, la Escuela Harmony fue agregada al Registro Nacional de Lugares Históricos.